# Przymus leczniczy
Przymus leczniczy – leczenie człowieka bez zgody.
Obecnie w medycynie na każde działanie w stosunku do pacjenta (diagnostyczne, profilaktyczne, terapeutyczne, prowadzenie badań naukowych, edukacja studentów) potrzebna jest zgoda udzielana przez samego pacjenta, jego przedstawiciela ustawowego, a niekiedy opiekuna faktycznego. Niekiedy jednak udzielenie takiej zgody jest niemożliwe, na przykład z powodu stanu pacjenta czy niemożności skontaktowania się z jego przedstawicielem. Zazwyczaj jednak w takiej sytuacji lekarz działa w bezpośrednim interesie pacjenta, którym się opiekuje. Zdarzają się jednak sytuacje, w których oprócz dobra postawionego przed lekarzem pacjenta dużą rolę odgrywa również dobro całego społeczeństwa. Najczęściej dobro społeczeństwa nie kłóci się z dobrem pacjenta. Zdarza się jednak, że wartości te stoją ze sobą w sprzeczności. W takich sytuacjach w konkretnych, opisanych w prawie przypadków dozwala się na przymus leczniczy, czyli leczenie chorego bez jego zgody. Podobnie tłumaczy się wprowadzenie w pewnych warunkach przymusu profilaktycznego.

## Przymus leczniczy w Polsce
W Polsce przymus leczniczy stosowany jest między innymi w terapii uzależnień. Mówi o nim Ustawa o wychowaniu w trzeźwości i przeciwdziałaniu alkoholizmowi, uchwalona 26.10.1982 roku. Art. 24 rzeczonej ustawy mówi o przymusowej diagnostyce:

Osoby, które w związku z nadużywaniem alkoholu powodują rozkład życia rodzinnego, demoralizację małoletnich, uchylają się od pracy albo systematycznie zakłócają spokój lub porządek publiczny, kieruje się na badanie przez biegłego w celu wydania opinii w przedmiocie uzależnienia od alkoholu i wskazania rodzaju zakładu leczniczego.

Artykuł ten informuje też, jakie osoby mogą zostać poddane przymusowemu leczeniu, nie wymieniając także podlegających pod obowiązek leczenia osób przebywających w schroniskach dla nieletnich bądź domach poprawczych, o ile są uzależnieni.
Natomiast o przymusie leczniczym mówi Art. 26 tej samej ustawy (ust. 1):

Osoby, o których mowa w art. 24, jeżeli uzależnione są od alkoholu, zobowiązać można do poddania się leczeniu w stacjonarnym lub niestacjonarnym zakładzie lecznictwa odwykowego.

Ust. 2 mówi, że o zastosowaniu tego obowiązku orzeka sąd rejonowy w postępowaniu nieprocesowym, natomiast zgodnie z ust. 3 postępowanie to wszczyna się na wniosek gminnej komisji rozwiązywania problemów alkoholowych bądź prokuratora.
Jeśli pomimo orzeczenia sądu osoba taka nie stawi się na leczenie, może ona zostać doprowadzona do odpowiedniego ośrodka przez policję. Prawo nie upoważnia natomiast lekarza do stosowania środków przymusu bezpośredniego. Jeśli umieszczony w zakładzie leczniczym wyrokiem sądu pacjent nie wyraża zgody na leczenie, lekarzowi pozostaje przekonywanie go do wyrażenia na nie zgody lub poinformowanie o odmowie organu, który skierował chorego na terapię. Możliwe jest wtedy zastosowanie przymusu pośredniego. Może on mieć postać grzywny bądź pozbawienia zasiłku chorobowego. Zdarzają się też sytuacje, w których wystarczające okazuje się samo odosobnienie pacjenta (kwarantanna), bez przymusu leczniczego.
Głównym powodem takiego postępowania pozostaje dobro społeczeństwa, jakkolwiek często nie pozostaje ono w sprzeczności z dobrem samego chorego. Uzasadnia ono w takich wypadkach działanie z częściowym naruszeniem autonomii pacjenta. Dlatego, skoro interesy społeczeństwa może zabezpieczyć samo odizolowanie pacjenta, nie narusza się jego autonomii jeszcze bardziej, lecząc go przymusowo bądź też nakłania się go do wyrażenia zgody z użyciem przymusu pośredniego. Rolą lekarza nie jest wtedy analizowanie pobudek wyrażonej zgody, choćby wyrażonej z powodu chęci uniknięcia tego przymusu, ale leczenie zgodnie z nią.
Nieco inaczej przedstawia się sytuacja, jeśli chodzi o pacjentów cierpiących na choroby zakaźne. W przypadku tak zwanych obowiązkowych szczepień ochronnych obowiązuje pośredni przymus profilaktyczny. Jednakże w przypadku osoby cierpiącej na chorobę uznaną za szczególnie niebezpieczną można już zastosować przymus bezpośredni, zarówno w przypadku szczepienia, jak i leczenia. Dopuszcza go Ustawa o zapobieganiu oraz zwalczaniu chorób zakaźnych u ludzi. Jej art. 36 ust. 1 stanowi:

Wobec osoby, która nie poddaje się obowiązkowi szczepienia, badaniom sanitarno-epidemiologicznym, zabiegom sanitarnym, kwarantannie lub izolacji, a u której podejrzewa się lub rozpoznano chorobę szczególnie niebezpieczną i wysoce zakaźną, stanowiącą bezpośrednie zagrożenie dla zdrowia lub życia innych osób, może być zastosowany środek przymusu bezpośredniego polegający na przytrzymywaniu, unieruchomieniu lub przymusowym podaniu leków.

Dalsza część artykułu podaje, że o zastosowaniu takiego przymusu decyduje lekarz bądź felczer, który musi go także osobiście nadzorować, a uczestniczą w jego stosowaniu osoby wykonujące zawody medyczne, a w razie zwrócenia się do nich o pomoc przez lekarza lub felczera również policja, straż graniczna lub Żandarmeria Wojskowa. Jednostki chorobowe, przy podejrzeniu lub rozpoznaniu których może zostać zastosowany przymus leczniczy, wymienia z kolei art. 34. Wymienia on gruźlicę w stadium prątkowania, błonicę, cholerę, dur brzuszny, dur rzekomy A, B, C, dur wysypkowy, dżumę, grypę H5 i H7, ostre nagminne porażenie dziecięce oraz inne porażenia wiotkie (w tym zespół Guillaina-Barrégo), ospę prawdziwą, SARS, tularemię, wąglik, wściekliznę, zapalenie mózgu i opon mózgowych, wirusowe gorączki krwotoczne (np. żółta gorączka).